# Skygge Å
Skygge Å er en godt  4 km lang å der i forlængelse af den 2,5 km lange Bølling Sø Kanal, der afvander den gendannede  Bølling Sø, nord for Engesvang i Ikast-Brande Kommune, udgør den østlige øverste del af Karup Å-systemet. Åen løber mod vest, forbi Klode Mølle, til den løber sammen med Elbæk og Bording Å, lige øst for landevejen ca. tre kilometer nord for Bording Kirke. 
I sensommeren 2016 bliver en  strækning på 660 m af Bølling Sø Kanal ændret til 980 m mere naturligt vandløb, med  slyng og gydebanker, og den kaldes nu Skygge Å helt op til Bølling Sø.

## Eksterne kilder og henvisninger
- Bølling Sø Kanal forvandles til slynget vandløb naturstyrelsen.dk 13. juli 2016

56°11′32.2″N 9°16′0.45″Ø / 56.192278°N 9.2667917°Ø